# Rafaela Spanoudaki-Chatziriga
Rafaela Spanoudaki-Chatziriga (griechisch Ραφαηλία «Ραφαέλα» Σπανουδάκη Χατζηρήγα auch Rafailia Spanoudaki-Chatziriga, * 7. Juni 1994 auf Rhodos) ist eine griechische Leichtathletin, die sich auf den Sprint spezialisiert hat.

## Sportliche Laufbahn
Erste internationale Erfahrungen sammelte Rafaela Spanoudaki-Chatziriga 2017 bei den Halleneuropameisterschaften in Belgrad, bei denen sie im 60-Meter-Lauf in der Vorrunde wegen eines Fehlstarts disqualifiziert wurde. Im Jahr darauf schied sie bei den Hallenweltmeisterschaften in Birmingham mit 7,40 s in der ersten Runde aus und gewann daraufhin bei den Mittelmeerspielen in Tarragona im 100-Meter-Lauf in 11,53 s die Silbermedaille hinter der Französin Orlann Ombissa-Dzangue. Zudem gelangte sie mit der griechischen 4-mal-100-Meter-Staffel in 45,11 s auf den fünften Platz. Damit qualifizierte sie sich über 100 Meter für die Europameisterschaften in Berlin, bei denen sie mit 11,63 s im Vorlauf ausschied und sich auch mit der Staffel in 44,48 s nicht für das Finale qualifizierte. 2019 nahm sie erneut an den Halleneuropameisterschaften in Glasgow teil und wurde dort wie zwei Jahre zuvor im Vorlauf disqualifiziert. Ende Juni gewann sie bei den Europaspielen in Minsk in 11,42 s die Bronzemedaille über 100 Meter hinter der Slowenin Maja Mihalinec und Kryszina Zimanouskaja aus Weißrussland. Mit dem Gewinn der Bronzemedaille im 200-Meter-Lauf bei den Balkanmeisterschaften qualifizierte sie sich über diese Distanz für die Weltmeisterschaften in Doha, bei denen sie mit 23,48 s in der ersten Runde ausschied. 2021 erreichte sie bei den Halleneuropameisterschaften in Toruń das Halbfinale über 60 Meter, in dem sie mit 7,29 s ausschied. Ende Juni siegte sie in 23,16 s über 200 m  bei den Balkan-Meisterschaften in Smederevo und belegte in 11,49 s den vierten Platz über 100 m. 2022 rückte sie auf den Bronzerang vor, weil eine Athletin wegen eines Dopingverstoßes disqualifiziert wurde. Anschließend schied sie bei den Olympischen Sommerspielen in Tokio mit 11,45 s im Vorlauf über 100 m aus und erreichte im 200-Meter-Lauf das Halbfinale, in dem sie mit 23,38 s ausschied.
2022 startete sie bei den Hallenweltmeisterschaften in Belgrad und schied dort mit 7,35 s in der ersten Runde über 60 m aus. Im Juni gewann sie bei den Balkan-Meisterschaften in Craiova in 11,53 s die Silbermedaille über 100 Meter hinter der Israeli Diana Vaisman und über 200 Meter siegte sie in 23,55 s. Zudem siegte sie in 44,56 s in der 4-mal-100-Meter-Staffel. Anschließend schied sie bei den Europameisterschaften in München mit 11,62 s im Vorlauf über 100 Meter aus und verpasste mit der Staffel mit 44,58 s den Finaleinzug. Im Jahr darauf kam sie bei den Halleneuropameisterschaften in Istanbul mit 7,43 s nicht über den Vorlauf über 60 Meter hinaus und verpasste im Juli bei den Balkan-Meisterschaften in Kraljevo mit 11,85 s den Finaleinzug über 100 Meter. 2024 siegte sie mit der Staffel in 44,11 s bei den Balkan-Meisterschaften in Izmir, ehe sie bei den Europameisterschaften in Rom mit 44,23 s den Finaleinzug verpasste. Im Jahr darauf schied sie bei den Halleneuropameisterschaften in Apeldoorn mit 7,41 s in der ersten Runde über 60 Meter aus. Ende Juni wurde sie bei der 1. Liga der Team-Europameisterschaft in Madrid in 43,26 s Erste im B-Finale der 4-mal-100-Meter-Staffel, ehe sie bei den Balkan-Meisterschaften in Volos in 11,31 s die Goldmedaille über 100 Meter sowie in 43,77 s auch im Staffelbewerb siegte.
In den Jahren von 2018 bis 2021 wurde Spanoudaki-Chatziriga griechische Meisterin im 100-Meter-Lauf sowie 2019 auch in der 4-mal-100-Meter-Staffel und 2020 und 2021 im 200-Meter-Lauf. In der Halle sicherte sie sich den Titel über 60 Meter 2016, 2018 und 2019 sowie 2021 und 2022.

## Persönliche Bestleistungen
- 100 Meter: 11,26 s (+1,7 m/s), 5. Juli 2025 in Vari
  - 60 Meter (Halle): 7,23 s, 12. Februar 2021 in Piräus
- 200 Meter: 23,04 s (0,0 m/s), 9. Mai 2025 in Dubai